# Чауру
Чауру (фр. Tchaourou) — коммуна, округ, город Бенина. Площадь 7 256 км², население 223 138 человек (2013).

## История
Чауру был одним из самых популярных мест отгонного скотоводства фулани с севера страны или соседних стран на севере (Нигер, Буркина-Фасо, Нигерия). В результате этой сезонной миграции некоторые кормовые деревья, такие как Khaya senegalensis, Afzelia africana, которые были обычными, теперь очень редки в коммуне. Однако исчезновение этих очень полезных видов деревьев связано с комбинированным действием подсечно-огневого земледелия, эксплуатацией их древесины, высоко ценимых пиломатериалов, их коры для медицинских традиций и обрезки пастухами фулани. С появлением железной дороги город превратился в ворота в великий Боргу. Отцы Общества африканских миссий открыли миссию в 1930 году.